# 磯貝彰
磯貝 彰（いそがい あきら、1943年4月1日 - ）は、日本の生物有機化学者。東京都文京区根津生まれ。

## 略歴
- 1964年　東京大学農学部農芸化学科卒業。森永製菓入社。菓子や香料などの分析に携わる[2]。
- 1970年　東京大学農学部助手。
- 1973年　「薬用植物に含まれる昆虫生理活性物質に関する研究」で東京大学農学博士号を取得。[3]
- 1980年　東京大学農学部助教授。
- 1994年 奈良先端科学技術大学院大学バイオサイエンス研究科教授。
- 1997年 東京大学大学院理学研究科教授（ - 1998年）
- 2005年 奈良先端科学技術大学院大学理事兼副学長
- 2009年 奈良先端科学技術大学院大学学長

## 受賞・栄典
- 1977年 - 農芸化学奨励賞
- 1996年 - 日本農芸化学会賞
- 2001年 - 日経BP技術賞大賞
- 2002年 - 日本学士院賞
- 2008年 - 文化功労者
- 2015年 - 瑞宝重光章[4]